# Konstantynów nad Bugiem (gromada)
Konstantynów nad Bugiem (także Konstantynów, Konstantynów n/B; Konstantynów n. Bugiem) – dawna gromada, czyli najmniejsza jednostka podziału terytorialnego Polskiej Rzeczypospolitej Ludowej w latach 1954–1972.
Gromady, z gromadzkimi radami narodowymi (GRN) jako organami władzy najniższego stopnia na wsi, funkcjonowały od reformy reorganizującej administrację wiejską przeprowadzonej jesienią 1954 do momentu ich zniesienia z dniem 1 stycznia 1973, tym samym wypierając organizację gminną w latach 1954–1972.
Gromadę Konstantynów n/B z siedzibą GRN w Konstantynowie n/B utworzono – jako jedną z 8759 gromad na obszarze Polski – w powiecie bialskim w woj. lubelskim na mocy uchwały nr 5 WRN w Lublinie z dnia 5 października 1954. W skład jednostki weszły obszary dotychczasowych gromad Konstantynów n/B, Zakanale, Wandopol, Witoldów, Zakalinki wieś i Zakalinki kol. oraz miejscowość Wichowicze z dotychczasowej gromady Wichowicze ze zniesionej gminy Zakanale w tymże powiecie. Dla gromady ustalono 22 członków gromadzkiej rady narodowej.
1 stycznia 1960 do gromady Konstantynów włączono obszar zniesionej gromady Komarno w tymże powiecie.
1 stycznia 1969 do gromady Konstantynów włączono wsie Antolin i Gnojno ze zniesionej gromady Stary Pawłów w tymże powiecie.
Gromada przetrwała do końca 1972 roku, czyli do kolejnej reformy gminnej. 1 stycznia 1973 w powiecie bialskim utworzono gminę Konstantynów.